# فهرست سیاه (فیلم ۱۹۹۵)
فهرست سیاه (فرانسوی: Liste noire‎) فیلمی در ژانر درام به کارگردانی ژان-مارک ولی است که در سال ۱۹۹۵ منتشر شد. از بازیگران آن می‌توان به لوسی لوریر اشاره کرد.